# Fujiwara no Toshinari
Fujiwara no Toshinari (藤原俊成, [[[1114]] - 1224] Erro: {{japonês}}: texto da transliteração contém caractere não latino (pos 19) (ajuda)) , mais conhecido como Fujiwara no Shunzei, foi um membro da corte e poeta do final do Período Heian e início do Período Kamakura da história do Japão . Shunzei ficou conhecido por suas inovações na forma poética dos waka, e pelo seus poemas em Senzai Wakashū ("Coleção dos Mil Anos"), a sétima antologia imperial de poesia waka; compilado em 1183 a pedido do Imperador Go-Shirakawa .

## Vida
Este membro do  ramo Hokke dos Fujiwara era filho do Chūnagon Toshitada .  Quando seu pai morreu em 1123 foi adotado pelo clã Himuro e seu nome alterado para Akihiro Himuro (葉室顕広),  mas logo voltou ao Clã Fujiwara restabelecendo seu nome.
Desde tenra idade, Shunzei começou a estudar poesia, sendo aluno de Fujiwara no Mototoshi que foi fundamental para lhe transmitir as antigas tradições dos waka, os métodos de composição, e o conhecimento de manuscritos confiáveis . 

## Carreira
Em 1127 foi promovido com o título de Ju go i ge (従五位下, Oficial júnior de quinto escalão) e nomeado governador da província de Mimasaka. Em 1132 governador da província de Kaga , em 1137 governador da província de Tōtōmi (novamente em 1142), em 1145 da província de Mikawa e sa província de Tango em 1149. Em 1150 foi promovido a Shō go i ge (書五位下, Oficial sênior de quinto escalão) e 1151 para Ju shi i ge (四位下, Oficial júnior do quarto escalão) , então Sakyo Gondaibu (auxiliar do Prefeito) em 1152 , e promovido a Sho shi i ge (正四位下, Oficial sênior de quarto escalão) em 1157 . Em 1161 Shunzei foi nomeado Sakyo no Daibu (左京大夫, Prefeito dos distritos da esquerda de Quioto), em 1166, foi promovido a Ju san mi (従三位, Oficial júnior de terceiro escalão) em 1167 como Sho san mi (正三位, Oficial sênior de terceiro escalão) e 1168 como  Ukyo no Daibu (右京大夫, Prefeito dos distritos da direita de Quioto) . Em 1170 foi nomeado Kogo Gūdaibu (camareiro da Imperatriz Kogo, esposa do Imperador Go-Shirakawa . Em 1175 , renunciou suas posições como membro da corte e em 1176 tornou-se um monge budista , tomando o nome de Shakua (釈阿) . 

## Poesia
Shunzei pertencia a uma família de poetas e escritores dos Fujiwara a linhagem Mikohidari. Era conhecido por seu estilo inovador na poesia waka e fez um estudo e traduções da recém-chegada poesia chinesa da dinastia Tang .
Como crítico literário , incentivou a leitura do Genji Monogatari como uma necessidade para a formação de qualquer poeta . Entre seus 30 e 40 anos foi especialmente conhecido por sua crítica poética e por participar como juiz em competições de waka, dando vantagens aos poemas do estilo Yugen (considerado o seu favorito e um dos dez estilos ortodoxos de poesia que se centraram em transmitir emoção romântica, com tons característicos de nostalgia e tristeza)  . O estilo de Toshinari era visto como disciplinado, com determinação sensível e emocional. 
Embora Toshinari tivesse uma baixa graduação na Corte, o Imperador Go-Shirakawa tinha grande estima em suas habilidades como poeta  . Quando Toshinari se tornou monge,  o Imperador lhe encomendou a elaboração de antologia imperial Senzai Wakashū . O aparecimento de seus poemas em uma antologia imperial era considerada uma grande honra para o autor de cada poema, no entanto, no momento da sua compilação o país estava sob uma guerra civil (Guerras Genpei) e alguns poetas tiveram que arriscar sua vida para pedir a Toshinari que inclui-se algum de seus poemas como fez Taira no Tadanori . 
Entre suas obras estão os livros de poesia Korai Fūteishō (古来風体抄) escrito entre 1197 e 1201 , o Toshinari-dono Waji Sōjō (俊成卿和字奏状) e Kokin Mondō (古今問答) . Entre as antologias de poemas selecionados podemos mencionar o  Toshinari Sanjūrokkanin Utaawase (俊成三十六人歌合) ; o Chōjūeisō (長秋詠藻?) em três volumes e o Toshinari Kashu (俊成家集?) .
Seu filho, Fujiwara no Teika , o sucedeu como poeta e atingiu como membro da Corte postos mais elevados que seu pai. Uma de suas netas, Fujiwara no Toshinari no Musume, também se destacou como poetisa, surgindo até uma rivalidade artística entre ambos .